# 哈里托尼夫卡 (日托米爾州)
50°17′8″N 29°1′11″E / 50.28556°N 29.01972°E

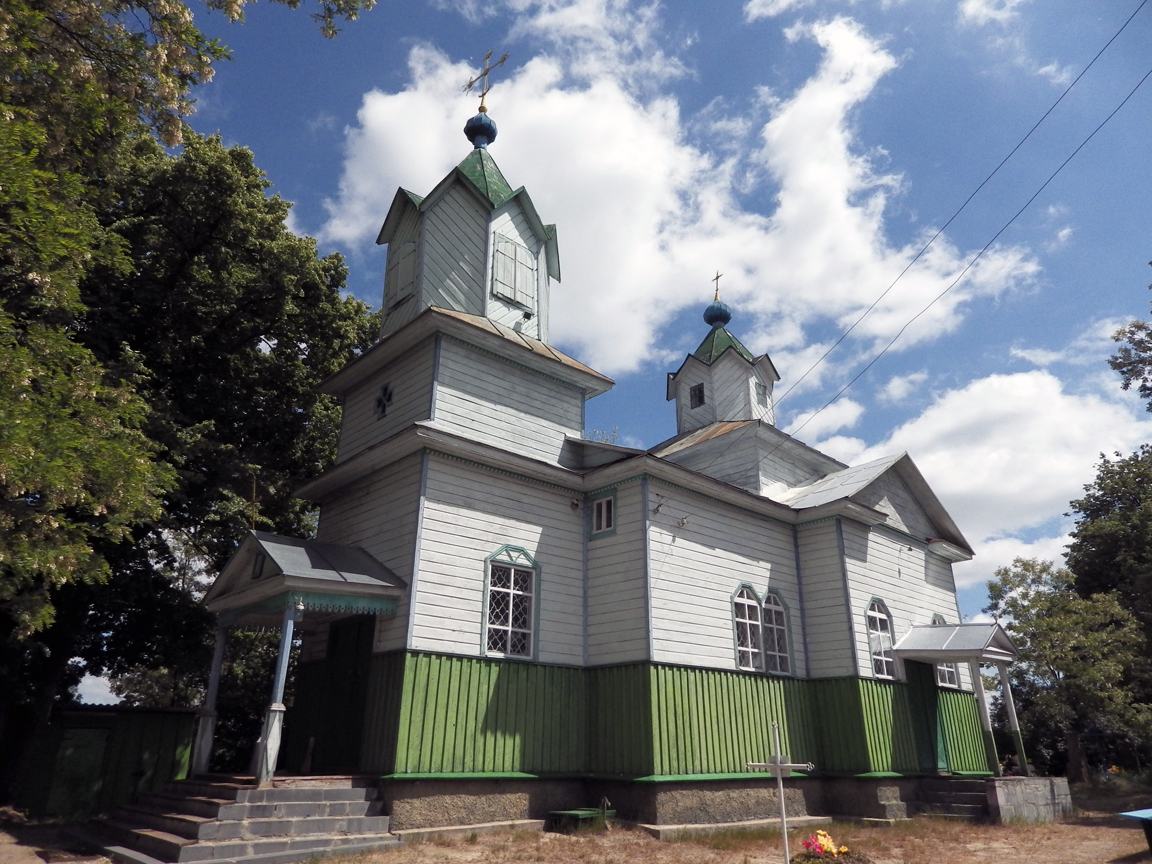
教堂

哈里托尼夫卡（烏克蘭語：Харитонівка），是烏克蘭北部日托米爾州日托米爾區哈里托尼夫卡市镇内的村落及其行政中心。面積1,636平方公里，海拔高度159米，2001年人口464。